# Las paredes hablan
Las paredes hablan es una película documental española de 2022 dirigida por Carlos Saura, quien la coescribió con José Morillas. Se proyectó por primera vez en el Festival Internacional de Cine de San Sebastián el 21 de septiembre de 2022, y se estrenó en cines españoles el 3 de febrero de 2023 con distribución de Wandavisión. Fue la última película dirigida por Saura, quien murió una semana después de su estreno comercial.

## Trama
Bajo el prisma de Carlos Saura, Las paredes hablan es un documental que retrata la evolución y relación del arte con la pared como lienzo de creación, desde las primeras revoluciones gráficas en las cuevas prehistóricas hasta las expresiones más vanguardistas del arte urbano.

## Intervenciones
- Carlos Saura
- Anna Dimitrova
- Miquel Barceló
- Pedro Alberto Saura Ramos
- Roberto Ontañón Peredo
- Juan Luis Arsuaga
- Suso33

## Producción
Las paredes hablan nació de una idea de José Morillas. La productora del documental, María del Puy Alvarado, le ofreció la idea al director Carlos Saura, quien aceptó la oferta, ya que la propuesta "coincidía con [sus] preocupaciones sobre la evolución de las pinturas paleolíticas en las cuevas de Asturias y Cantabria y de Chauvet en Francia."

## Lanzamiento
Las paredes hablan se proyectó por primera vez el 21 de septiembre de 2022 en el Festival Internacional de Cine de San Sebastián. El 10 de noviembre de 2022, Wandavisión programó el estreno del documental para el 3 de febrero de 2022.

## Recepción

### Taquilla
Las paredes hablan se estrenó de forma limitada en 18 salas, coincidiendo principalmente con los estrenos de Llaman a la puerta, Almas en pena de Inisherin y Astérix y Obélix y el reino medio. En su primer fin de semana, obtuvo 4.339 eruos de 558 espectadores, con un promedio por copia de 362 euros. A partir del 12 de marzo de 2023, recaudó un total de 19.626 euros de 3.129 espectadores en seis semanas.